# Böyükdüz
Böyükdüz è un comune dell'Azerbaigian situato nel distretto di Kəngərli.